# Lista de representantes permanentes da Zâmbia nas Nações Unidas
Esta é uma lista de representantes permanentes da Zâmbia, ou outros chefes de missão, junto da Organização das Nações Unidas em Nova Iorque.
A Zâmbia foi admitida como membro das Nações Unidas a 1 de dezembro de 1964.
| Início | Término | Representante permanente (Chefe de missão) | Cargo                    | Credenciais |
| ------ | ------- | ------------------------------------------ | ------------------------ | ----------- |
| 1965   | 1966    | Fwanyanga M. Mulikita                      | Representante permanente |             |
| 1966   | 1968    | Joseph B. Mwemba                           | Representante permanente |             |
| 1968   | 1972    | Vernon Mwaanga                             | Representante permanente |             |
| 1972   | 1974    | Paul J. F. Lusaka                          | Representante permanente |             |
| 1974   | 1975    | Rupiah Banda                               | Representante permanente |             |
| 1975   | 1977    | Dunstan W. Kamana                          | Representante permanente |             |
| 1978   | 1979    | Gwendoline Konie                           | Representante permanente |             |
| 1979   | 1986    | Paul J. F. Lusaka                          | Representante permanente |             |
| 1986   | 1991    | Peter D. Zuze                              | Representante permanente |             |
| 1991   | 1992    | Hannaniah B. M. Lungu                      | Representante permanente |             |
| 1992   | 1994    | Otema S. Musuka                            | Representante permanente |             |
| 1994   | 2000    | Peter L. Kasanda                           | Representante permanente |             |
| 2000   | 2005    | Mwelwa C. Musambachime                     | Representante permanente | 2000-09-22  |
| 2005   | 2007    | Tens C. Kapoma                             | Representante permanente | 2005-05-13  |
| 2007   | 2012    | Lazarous Kapambwe                          | Representante permanente | 2007-06-18  |
| 2012   | atual   | Mwaba Kasese-Bota                          | Representante permanente | 2012-02-10  |